# Allium scaberrimum
Allium scaberrimum — вид трав'янистих рослин родини амарилісові (Amaryllidaceae), поширений в західному Середземномор'ї.

## Опис
Багаторічна рослина 40–80 см. Цибулина мала яйцеподібна, оточена численними жовтуватими цибулинками. Стебло пряме, циліндричне, залистнене на третину. Квіти блідо-білі, в щільному багатоквітковому кулеподібному зонтику. Пиляки дуже блідо-жовті.

## Поширення
Поширений в західному Середземномор'ї (Марокко, Алжир, Туніс [можливо, вимер], Іспанія, Італія, Франція).
Зростає на полях і на узбіччях дороги. Він може сягати до 1200 м у Франції і 1400 м в Алжирі.

## Загрози
Основними загрозами цього виду є зміни у землекористуванні та техніці землеробства та використання пестицидів, особливо в Іспанії. Ситуація в Північній Африці докладно не відома але біля Сетифа в Алжирі ситуація є драматичною через неконтрольовану урбанізацію та розбудову інфраструктури.